# Mittelrheinpokal 2024/25
Der Mittelrheinpokal 2024/25 war die 33. Austragung im Fußball-Mittelrheinpokal der Männer, der vom Fußball-Verband Mittelrhein veranstaltet wurde. Der Wettbewerb wurde nach einem Sponsor Bitburger-Pokal oder nach dem Verband FVM-Pokal genannt. Der Sieger qualifizierte sich für die erste Hauptrunde des DFB-Pokal 2025/26.
Viktoria Köln gewann den Wettbewerb durch einen 3:2-Finalsieg über Alemannia Aachen und sicherte sich damit zum zehnten Mal in seiner Vereinsgeschichte den Mittelrheinpokalsieg.

## Modus
Der Mittelrheinpokal wurde im K.-o.-System ausgetragen. In jeder Runde gab es ein Spiel. Wenn ein Spiel nach 90 Minuten unentschieden stand, wurde das Spiel um zweimal 15 Minuten verlängert. Sollte danach immer noch keine Entscheidung gefallen sein, folgte ein Elfmeterschießen. Die jeweils klassentiefere Mannschaft hatte bis einschließlich Halbfinale Heimrecht. Der Mittelrheinpokal wurde in der Spielzeit 2024/25 auf Verbandsebene letztmalig mit 32 Mannschaften ausgespielt, zur Saison 2025/26 folgte eine Aufstockung auf 64 Mannschaften.

## Teilnehmende Mannschaften
Für den Mittelrheinpokal 2024/25 qualifizierten sich automatisch die Vereine aus dem Verbandsgebiet, die in der 3. Liga und der Regionalliga West spielten. Dazu kamen die drei erstplatzierten Mannschaften aus den Kreispokalwettbewerben der Kreise Köln, Bonn, Sieg, Berg, Euskirchen, Rhein-Erft, Aachen, Düren und Heinsberg.
| Mittelrheinische Mannschaften der 3. Liga 2024/25 | Mittelrheinische Mannschaften der 3. Liga 2024/25 | Mittelrheinische Mannschaften der Regionalliga West 2024/25 II | Mittelrheinische Mannschaften der Regionalliga West 2024/25 II |
| Alemannia Aachen Viktoria Köln                    | Alemannia Aachen Viktoria Köln                    | 1. FC Düren SV Eintracht Hohkeppel SC Fortuna Köln             | 1. FC Düren SV Eintracht Hohkeppel SC Fortuna Köln             |
| Teilnehmer aus den Kreispokalwettbewerben         |                                                   |                                                                |                                                                |
| Kreis                                             | Sieger                                            | Zweiter                                                        | Dritter                                                        |
| Aachen                                            | FC Teutonia Weiden (MRL)                          | VfL 08 Vichttal (MRL)                                          | SV Breinig (LL)                                                |
| Berg                                              | TV Hoffnungsthal (BL)                             | SV Bergisch Gladbach 09 (MRL)                                  | SV Altenberg (BL)                                              |
| Bonn                                              | Bonner SC (MRL)                                   | SSV Merten (MRL)                                               | SSV Bornheim (LL)                                              |
| Düren                                             | SV Kurdistan Düren (LL)                           | VfVuJ02 Winden (KLA)                                           | SG Türkischer SV Düren (BL)                                    |
| Euskirchen                                        | TuS Chlodwig Zülpich (LL)                         | SV Nierfeld (BL)                                               | SC Germania Erftstadt-Lechenich (LL)                           |
| Heinsberg                                         | Germania Teveren (LL)                             | FC Wegberg-Beeck (MRL)                                         | Sportfreunde Uevekoven (BL)                                    |
| Köln                                              | FC Pesch (MRL)                                    | SV Deutz 05 (LL)                                               | SC Borussia Lindenthal-Hohenlind (LL)                          |
| Rhein-Erft                                        | TuS Königsdorf (MRL)                              | FC Hürth (MRL)                                                 | Horremer SV (BL)                                               |
| Sieg                                              | FSV Neunkirchen-Seelscheid (LL)                   | TuS Mondorf (BL)                                               | TuS 05 Oberpleis (LL)                                          |

## 1. Runde
Die Auslosung fand am 8. Oktober statt und wurde vom FVM live auf Facebook gestreamt. Die Partien wurden am 29. und 30. Oktober sowie am 13. November 2024 ausgetragen.
| Datum                 |                                 | Ergebnis  |                                       |
| --------------------- | ------------------------------- | --------- | ------------------------------------- |
| 29.10.2024, 19:30 Uhr | FC Pesch (MRL)                  | 1:4       | SC Fortuna Köln (RL)                  |
| 30.10.2024, 19:00 Uhr | Germania Teveren (LL)           | 0:5       | 1. FC Düren (RL)                      |
| 30.10.2024, 19:00 Uhr | Bonner SC (MRL)                 | 2:0       | TuS 05 Oberpleis (LL)                 |
| 30.10.2024, 19:00 Uhr | TuS Chlodwig Zülpich (LL)       | 5:1       | SV Deutz 05 (LL)                      |
| 30.10.2024, 19:00 Uhr | SV Kurdistan Düren (LL)         | 3:1       | Sportfreunde Uevekoven (BL)           |
| 30.10.2024, 19:00 Uhr | SG Türkischer SV Düren (BL)     | 2:7       | VfL 08 Vichttal (MRL)                 |
| 30.10.2024, 19:00 Uhr | SV Breinig (LL)                 | 0:5       | SV Eintracht Hohkeppel (RL)           |
| 30.10.2024, 19:30 Uhr | TuS Königsdorf (MRL)            | 6:0       | SC Germania Erftstadt-Lechenich (LL)  |
| 30.10.2024, 19:30 Uhr | TV Hoffnungsthal (BL)           | 2:1 n. V. | FC Hürth (MRL)                        |
| 30.10.2024, 19:30 Uhr | SV Bergisch Gladbach 09 (MRL)   | 0:4       | FC Wegberg-Beeck (MRL)                |
| 30.10.2024, 19:30 Uhr | Horremer SV (BL)                | 0:1       | Alemannia Aachen (3L)                 |
| 30.10.2024, 20:00 Uhr | FC Teutonia Weiden (MRL)        | 1:0       | SC Borussia Lindenthal-Hohenlind (LL) |
| 30.10.2024, 20:00 Uhr | FSV Neunkirchen-Seelscheid (LL) | 4:0       | SV Nierfeld (BL)                      |
| 30.10.2024, 20:00 Uhr | SV Altenberg (BL)               | 0:5       | SSV Merten (MRL)                      |
| 30.10.2024, 20:15 Uhr | VfVuJ02 Winden (KLA)            | 1:6       | TuS Mondorf (BL)                      |
| 13.11.2024, 19:30 Uhr | SSV Bornheim (LL)               | 1:2       | Viktoria Köln (3L)                    |

## Achtelfinale
Die Auslosung fand am 5. November statt und wurde vom FVM live auf Facebook gestreamt. Die Partien wurden am 10. und 11. sowie am 14. und 15. Dezember 2024 ausgetragen.
| Datum                 |                                 | Ergebnis  |                             |
| --------------------- | ------------------------------- | --------- | --------------------------- |
| 10.12.2024, 19:00 Uhr | Bonner SC (MRL)                 | 1:2       | 1. FC Düren (RL)            |
| 11.12.2024, 19:00 Uhr | TuS Chlodwig Zülpich (LL)       | 2:5       | Viktoria Köln (3L)          |
| 11.12.2024, 19:15 Uhr | TV Hoffnungsthal (BL)           | 1:4 n. V. | Alemannia Aachen (3L)       |
| 14.12.2024, 16:30 Uhr | VfL 08 Vichttal (MRL)           | 0:4       | SC Fortuna Köln (RL)        |
| 15.12.2024, 14:30 Uhr | FSV Neunkirchen-Seelscheid (LL) | 2:1 n. V. | SV Kurdistan Düren (LL)     |
| 15.12.2024, 14:30 Uhr | TuS Mondorf (BL)                | 1:2       | SSV Merten (MRL)            |
| 15.12.2024, 14:30 Uhr | FC Wegberg-Beeck (MRL)          | 1:3       | SV Eintracht Hohkeppel (RL) |
| 15.12.2024, 14:30 Uhr | FC Teutonia Weiden (MRL)        | 5:2       | TuS Königsdorf (MRL)        |

## Viertelfinale
Die Auslosung fand am 16. Januar 2025 statt und wurde vom FVM live auf Facebook gestreamt. Die Partien wurden am 5. März 2025 ausgetragen.
| Datum                 |                                 | Ergebnis |                             |
| --------------------- | ------------------------------- | -------- | --------------------------- |
| 05.03.2025, 19:00 Uhr | FSV Neunkirchen-Seelscheid (LL) | 0:4      | Viktoria Köln (3L)          |
| 05.03.2025, 19:00 Uhr | 1. FC Düren (RL)                | 1:3      | Alemannia Aachen (3L)       |
| 05.03.2025, 19:00 Uhr | SC Fortuna Köln (RL)            | 1:0      | SV Eintracht Hohkeppel (RL) |
| 05.03.2025, 19:30 Uhr | FC Teutonia Weiden (MRL)        | 2:1      | SSV Merten (MRL)            |

## Halbfinale
Die Auslosung fand am 12. März 2025 statt und wurde vom FVM live auf Facebook gestreamt. Die Partien wurden am 2. und 16. April 2025 ausgetragen.
| Datum                 |                          | Ergebnis  |                       |
| --------------------- | ------------------------ | --------- | --------------------- |
| 02.04.2025, 19:30 Uhr | FC Teutonia Weiden (MRL) | 0:1       | Viktoria Köln (3L)    |
| 16.04.2025, 19:00 Uhr | SC Fortuna Köln (RL)     | 0:1 n. V. | Alemannia Aachen (3L) |

## Finale
| Alemannia Aachen                                | Alemannia Aachen | Viktoria Köln | Viktoria Köln |
| ----------------------------------------------- | --- | --- | ------------- |
| Alemannia Aachen                                | \| Sa., 24. Mai 2025 in Köln (Sportpark Höhenberg) \| \| Ergebnis: 2:3 (2:1) \| \| Zuschauer: 7.440 \| \| Schiedsrichter: Luca Marx (Brühl) \| \| Spielbericht \| | \| Sa., 24. Mai 2025 in Köln (Sportpark Höhenberg) \| \| Ergebnis: 2:3 (2:1) \| \| Zuschauer: 7.440 \| \| Schiedsrichter: Luca Marx (Brühl) \| \| Spielbericht \| | Viktoria Köln |
| Alemannia Aachen                                | Elias Bördner – Patrick Nkoa – Lamar Yarbrough – Felix Meyer – Florian Heister – Danilo Wiebe – Soufiane El-Faouzi – Lukas Scepanik (65. Saša Strujić) – Gianluca Gaudino (85. Anton Heinz) – Bentley Baxter Bahn – Niklas Castelle (83. Charlison Benschop) Cheftrainer: Heiner Backhaus | Dudu – Jonah Sticker – Christoph Greger – Lars Dietz – Sidny Lopes Cabral – Tobias Eisenhuth (87. Zoumana Keita) – Enrique Lofolomo – Niklas May (71. Simon Handle) – Saïd El Mala (90.+5' Serhat-Semih Güler) – Florian Engelhardt (70. Donny Bogićević) – Lex-Tyger Lobinger Cheftrainer: Olaf Janßen | Viktoria Köln |
| Alemannia Aachen                                | 1:0 El-Faouzi (22.) 2:1 Gaudino (42.) | 1:1 Lobinger (27.) 2:2 Cabral (50.) 2:3 Sticker (82.) | Viktoria Köln |
| Alemannia Aachen                                | Gaudino (60.), El-Faouzi (68.), Nkoa (75.) | May (69.), Lofolomo (90.+5') | Viktoria Köln |
| Sa., 24. Mai 2025 in Köln (Sportpark Höhenberg) | | |               |
| Ergebnis: 2:3 (2:1)                             | | |               |
| Zuschauer: 7.440                                | | |               |
| Schiedsrichter: Luca Marx (Brühl)               | | |               |
| Spielbericht                                    | | |               |